# ليونارد بيمونت
ليونارد بومونت (بالإنجليزية: Leonard Beaumont)‏ (1891–1986) إنجليزي مصمم جرافيك ورسام وناشر. كان من أوائل الدعاة للفن الجديد للطباعة في بريطانيا خلال أوائل الثلاثينيات. وكان واحدًا من مجموعة صغيرة من صانعي الطباعة المتقدمين الذين حظيوا بتقدير كبير وعُرضت أعمالهم في معارض ريدفيرن ووارد في وسط لندن. أثناء عمله المعتزل في يوركشاير، ارتبط معظم معاصريه بشكل أو بآخر بمدرسة غروسفينور للفن الحديث ،التي تقع في بيمليكو، لندن.